# Class 222
De Class 222, ook wel Meridian & Pioneer genoemd, is een vierdelig, vijfdelig en achtdelig diesel elektrisch treinstel uitgerust met kantelbaktechniek voor het langeafstands-personenvervoer van East Midlands Trains.

## Geschiedenis
Deze treinen werden in 2001 voor gesteld als opvolgers van de Intercity 125 en de treinen getrokken door locomotieven van de Class 47. Virgin Trains besloot treinstellen te laten ontwikkelen bij Bombardier in Wakefield (UK) en in Brugge (België).
East Midlands Trains is een Britse spoorweg onderneming. De aandelen zijn voor 51% in bezit van Stagecoach Group en voor 49% in handen van Virgin Trains.

## Constructie en techniek
Het treinstel is opgebouwd uit een stalen frame met luchtgeveerde draaistellen. Het treinstel is uitgerust met kantelbaktechniek. Door deze installatie is het mogelijk dat het rijtuig ongeveer 8° gaat kantelen en daardoor meer comfort in de bochten merkbaar is.

### Nummers
De treinen zijn als volgt genummerd:
East Midlands Trains: 7 delig 222 001 - 006 (oorspronkelijk 9 delig)
- Wagon A - 2e klas met cabine en bagage ruimte
- Wagon C - 2e klas
- Wagon D - 2e klas
- Wagon E - 2e klas met Buffet
- Wagon F - 1e klas
- Wagon G - 1e klas
- Wagon J - 1e klas met cabine

East Midlands Trains: 5 delig 222 007 - 023 (oorspronkelijk 4 delig)
- Wagon A - 2e klas met cabine en bagage ruimte
- Wagon B - 2e klas
- Wagon C - 2e klas met Buffet
- Wagon D - 2e klas / 1e klas
- Wagon G - 1e klas met cabine

East Midlands Trains: 4 delig 222 101 - 104 (ex-Hull Trains Pioneer)
- Wagon A - 2e klas met cabine en bagage ruimte
- Wagon C - 2e klas met Buffet
- Wagon D - 2e klas / 1e klas
- Wagon G - 1e klas met cabine

### Namen
East Midlands Trains hebben de volgende namen op de treinen geplaatst:
- 222 004: City Of Sheffield
- 222 005: City Of Nottingham
- 222 006: City Of Leicester
- 222 007: City Of Derby

## Treindiensten
De treinen worden door East Midlands Trains ingezet op de volgende trajecten op de Midland Main Line spoorlijn.
- XX:00, London St Pancras - Corby via Luton, Bedford, Wellingborough, Kettering 
  - extension to Melton Mowbray (one service north/south) Oakham
- XX:25, London St Pancras - Derby via Leicester, Loughborough, East Midlands Parkway, Long Eaton 
  - extension, to York (weekends) / Scarborough (summer Saturdays) Chesterfield, Sheffield, Doncaster
- XX:30, London St Pancras - Nottingham via Luton Airport Parkway, Bedford, Wellingborough, Kettering, Market Harborough, Leicester, Loughborough, Beeston 
  - extension, to Lincoln (one service north/south) Lowdham, Newark Castle, Collingham
- XX:55, London St Pancras - Sheffield via Leicester, Derby, Chesterfield